# Phaulula reticulata
Phaulula reticulata är en insektsart som först beskrevs av Heinrich Hugo Karny 1926.  Phaulula reticulata ingår i släktet Phaulula och familjen vårtbitare. Inga underarter finns listade i Catalogue of Life.